# Coji-Coji
Coji-Coji (コジコジ, Koji Koji) é uma série de mangá japonesa de Momoko Sakura, que foi publicada na revista Kimi to Boku de dezembro de 1994 a maio de 1997. O mangá foi adaptado para uma série de televisão de anime intitulada Sakura Momoko Theater Coji-Coji (さくらももこ劇場 コジコジ, Sakura Momoko Gekijō Koji Koji) que foi ao ar em 4 de outubro de 1997 até 25 de setembro de 1999 na TBS no Japão. Apresentava um boneco de neve falante e um personagem com uma chaleira na cabeça.
Além da série de anime, há um jogo de festa Dreamcast da Marvellous Entertainment baseado na série de televisão. O microfone Dreamcast foi usado para jogar o jogo. O personagem-título é dublado por Shizuka Aoki, e também apresenta os talentos vocais de Urara Takano e Katashi Ishizuka. Um jogo pachinko intitulado CRA Sakura Momoko Theater Coji-Coji (CRAさくらももこ劇場コジコジ, Shī Aru Ei Sakura Momoko Gekijō Koji Koji) também foi lançado pela NewGin em 2010. Pelo menos quatro versões diferentes foram lançadas.
Um show no palco Stage of COJICOJI foi realizado de 21 a 25 de agosto de 2019.

## Personagens
- Coji-Coji (コジコジ)
- Jiro (次郎)
- Korosuke (コロ助)
- Flower Head (頭花君)
- Geran (ゲラン)
- Dōdesu (ドーデス)
- Zhēngyuè jūn (正月君)
- Wúzuò (吾作)
- Ruru (ルル)
- Suzy (スージー)
- Buhi-buhi (ブヒブヒ)
- Kettle-kun (やかん君)
- Kame (カメ吉)
- Pero-chan (ペロちゃん)
- Gouta (ごうた)
- Princess Umebachi (うめばち姫)
- Johnny (ジョニー)
- Harehare-kun (ハレハレ君)
- Tommy (トミー)
- Teruko (テル子)
- Zora (ゾラ)
- Mūa (ムーア)
- Piroro (ピロロ)
- Fū (フー)
- Usa-ko (うさ子)
- Tanuki-kun (タヌキ君)
- Okame-chan (おかめちゃん)
- Katsubū (カツブー)
- Xiānshēng (先生)
- Sarasara-kun (サラサラ君)
- Hǔ tián jìn (虎田進)